# Генрі Стентон
Генрі Тіббетс Стентон (англ. Henry Tibbats Stainton; 13 серпня 1822 — 2 грудня 1892) — британський ентомолог .
Здобув освіту в лондонському Кінгс-коледжі .
Він був автором «Посібника з британських метеликів і молі» (A Manual of British Butterflies and Moths, 1857–59), співавтором з німецьким ентомологом Філіпом Крістофом Целлером, швейцарцем Генріхом Фреєм та англійцем Джоном Вільямом Дугласом з «The Natural History of the Tineina» (1855 р.) –73). Став редактором книги Личинки британських метеликів і молей (The Larvae of the British Butterflies and Moths) після смерті її авторів Вільяма Баклера та Джона Геллінса. Стентон був також активним редактором ентомологічних періодичних видань, серед яких «Entomologist's Weekly Intelligencer» (1856–61) та «Entomologist's Monthly Magazine» (1864 — до своєї смерті).